# 台湾椎实螺
台湾椎实螺（学名：Radix swinhoei），又名椭圆萝卜螺或斯氏萝卜螺，俗名椎实螺、痕螺，是基眼目椎实螺科萝卜螺属的一种。分布于越南北部、日本、泰国、缅甸、印度、台湾以及中国大陆的山东、江苏、浙江、福建、广东、湖北、湖南、四川、贵州等地。常栖息于池塘、湖泊沿岸、浅水的小溪以及沟渠、水稻田、流速缓慢溪流等。
2013年，有文獻認為本物種實為耳蘿蔔螺（Radix auricularia (Linnaeus, 1758)）的同種異名；但同一文獻亦否認IUCN指本物種乃Fasciola hepatica及Fasciola gigantica的第一宿主的講法。